# A Clean Slate
A Clean Slate is de derde aflevering van het vijfde seizoen van het tienerdrama Beverly Hills, 90210, die voor het eerst werd uitgezonden op 21 september 1994.

## Verhaal
Als Valerie neust in de spullen van Brenda dan komt ze een foto tegen van Dylan. Ze vindt hem zeer interessant en wil Jim en Cindy uithoren over hem. Die vertellen haar dat hij slecht nieuws is en van hem weg moet blijven. Valerie gaat naar een poolcafé waar Dylan de laatste tijd ook veel komt, en gaat met hem flirten, ze belanden uiteindelijk in bed. Dylan weet niet wie ze precies is maar als hij daarachter komt is hij boos op haar en wil haar niet meer zien.
Donna komt thuis en vertelt aan Kelly dat ze een nieuwe huisgenoot heeft gevonden, Clare. Kelly is hier niet zo blij over omdat ze denkt dat Clare nog steeds verliefd is op Brandon. Clare zegt eroverheen te zijn en ze wordt in huis genomen. De eerste nacht komt er een probleem, Clare snurkt en niet zo’n beetje ook.
De verkiezingsstrijd is in volle hevigheid losgebarsten, de hele groep voert campagne voor Brandon en Josh. Andrea voelt zich een beetje eenzaam nu Brandon haar hulp niet nodig heeft. Bij een verkiezingsdebat mogen alle kandidaten hun zegje doen, Brandon moet nu spreken omdat Josh met pech staat met zijn auto. Het wordt een groot succes en nu lijkt het dat ze gaan winnen. Alex heeft iets gevonden in het verleden van Brandon, dat hij een examen gemaakt zou hebben voor D’shawn. Dit wordt tegengesproken door Brandon en Josh, later op een vergadering komt D’shawn vertellen dat Brandon dit niet gedaan heeft en dat hij zelf het examen gemaakt heeft. Op de dag dat de stemmen zijn gedaan en nu er geteld wordt wachten Brandon en Josh de uitslag af in de Peach Pitt waar de vrienden er ook zijn. Josh is zeer zenuwachtig en besluit om een stukje te gaan rijden, Brandon ziet hem wegrijden en ook dat hij aangereden wordt door een vrachtauto. Josh overleeft dit niet en overlijdt ter plaatse. Als Kelly ook daar arriveert heeft ze nieuws, ze hebben de verkiezing gewonnen.

## Rolverdeling
- Jason Priestley - Brandon Walsh
- Jennie Garth - Kelly Taylor
- Ian Ziering - Steve Sanders
- Gabrielle Carteris - Andrea Zuckerman
- Luke Perry - Dylan McKay
- Brian Austin Green - David Silver
- Tori Spelling - Donna Martin
- Tiffani Thiessen - Valerie Malone
- Carol Potter - Cindy Walsh
- James Eckhouse - Jim Walsh
- Mark D. Espinoza - Jesse Vasquez
- Joe E. Tata - Nat Bussichio
- Kathleen Robertson - Clare Arnold
- Cress Williams - D'Shawn Hardell
- Joshua Rifkind - Josh Richland
- F.J. Rio - Alex Diaz
- Tim Lounibos - Walter Chen